# Дубинка, Вячеслав Андреевич
Вячеслав Андреевич Дубинка — белорусский писатель, художник, фотограф, мастер народного творчества.

## Биография
Родился 17 декабря 1941 года в г. Слуцке Минской области.
В 1958—1961 — учился в Черновицком техникуме железнодорожного транспорта. Профессия — мастер-строитель.
В 1961—1963 — работал мастером, прорабом строительного управления, возводил военные объекты в Мозыре, Ельске, Петрикове, Бобруйске.
В 1963 г. увлекся фотографией, устроился фотокорреспондентом в Слуцкую районную газету «Шлях Iльіча», там же опубликовал свой первый рассказ. В 1964—1979 — фотокорреспондент районных газет Беларуси: «Будаўнік камунізма» (Любань, 1964—1965), «Шахцёр» (Солигорск, 1965—1966), республиканских газет: «Звязда» (1966—1971), «Чырвоная змена» (1972—1974), студии «Фота і жыццё» Союза журналистов Беларуси (1974—1976). Фотограф реставрационной мастерской Министерства культуры БССР (1979—1981). С 1981 г. — в журнале «Беларусь».
Призёр многочисленных международных фотовыставок. Медаль на «Интер-пресс-81», Москва 1981 г.
Первая повесть — «Не плач, душа мая» — опубликована в журнале «Маладосць» в 1981 г., в 1983 г. — вышла отдельной книгой.
Вырезкой из бумаги начал заниматься в 1968 году во время многочисленных командировок, долгих ожиданий на вокзалах и аэропортах, в поездах и самолётах, вспоминая, как когда-то его мать в нищие послевоенные годы украшала вырезками из бумаги окна, стены и даже новогоднюю ёлку. Именно Вячеслав Андреевич один из первых в Беларуси возродил этот забытый народный вид искусства. Постепенно на место простым незатейливым узорам пришли сложные художественные композиции из сказочных птиц и зверей, деревьев, цветов, сказочных сюжетов и даже памятников архитектуры. Участвовал в многочисленных выставках, призёр выставки «Выцинанки всего мира» в Вильнюсе в 1989 г. Оформил вырезкой книги поэзии, детские сказки.
Член Союза писателей Беларуси. Член Союза художников Беларуси. Член Союза народных мастеров Беларуси.
Работы В.Дубинки хранятся в Национальном художественном музее Республики Беларусь, музеях Москвы, Санкт-Петербурга, Харькова, Львова, Челябинска, Польши, Германии, в частных собраниях и коллекциях.
Скоропостижно умер 10 августа 2010 года.

## Награды и премии
- Диплом Министерства культуры БССР за участие в международной выставке «Семилетка в действии», 1966
- Диплом Министерства культуры БССР и правления Союза журналистов БССР за участие в Республиканской выставке документального и художественного фото. Минск, 1967
- Диплом 1 степени [Белорусского] Республиканского правления научно-практических общественных издательств «За успехи, достигнутые в художественно-техническом оформлении». За оформление книги А. Вольского «Жывыя літары»
- Автор лучшей публикации журнала «Маладосць» за 1981 год
- Медаль на «Интер-пресс-81». Москва, 1981
- Диплом Франциска Скорины за оформление книг. Минск, 1984
- Победитель творческого конкурса на лучшую публикацию журнала «Беларусь»,  1987
- Призёр выставки «Выцинанки всего мира». Вильнюс, 1989